# Războiul lui Tom Hart
Războiul lui Tom Hart (din engleză Hart's War) este un film de război din 2002 despre prizonieri în timpul celui de-al doilea război mondial. Filmul este bazat pe romanul lui John Katzenbach și în rolurile principale au fost distribuiți Bruce Willis, Colin Farrell, Terrence Howard și Marcel Iureș. Filmul este regizat de Gregory Hoblit în Studiourile Barrandov din Praga și a avut premiera la 15 februarie 2002. A avut recenzii mixte, încasând 33,1 milioane de dolari americani la un buget de 70 de milioane de dolari.

## Rezumat
La sfârșitul anului 1944, în timpul Ofensivei din Ardeni din al Doilea Război Mondial, ofițerul de informații al armatei americane, prim-locotenentul Thomas Hart (Farrell) este prins de forțele germane. În timp ce îl interoghează pe Hart, germanii îl constrâng să divulge informații, luându-i cizmele, lăsându-i picioarele să degere grav și lăsându-l, gol, într-o celulă foarte rece. El este apoi transferat cu trenul în lagărul de prizonieri de război Stalag VI-A din Hemer, Germania. Pe drum, un P-51 Mustang atacă vagoanele (literele POW au fost pictate pe partea de sus a trenului, dar au fost acoperite de zăpadă deasă). Pentru a se salva, prizonierii de război părăsesc trenul și construiesc literele P-O-W cu corpurile lor și previn atacurile ulterioare.
După ce ajung în lagărul de prizonieri, Lt. Hart este intervievat de ofițerul american de rang înalt, colonelul William McNamara (Willis). Când McNamara întreabă dacă a cooperat cu germanii după ce a fost capturat, Hart neagă. McNamara știe că aceasta este o minciună când Hart spune că a suportat doar trei zile de interogatoriu. McNamara nu-i dezvăluie acest lucru lui Hart, dar îl trimite să se cazeze într-o baracă pentru soldați, în loc să stea cu ceilalți ofițeri.
Doi piloți de culoare sunt aduși în tabără și repartizați în cazarma lui Hart. Ei sunt singurii afro-americani din lagăr, iar situația lor este agravată de statutul lor de ofițeri. Sgt. Vic W. Bedford (Hauser), un rasist, este antagonistul lor principal. Unul dintre piloți, Lt. Lamar Archer, este executat când este acuzat că a păstrat o armă pe care Bedford a ascuns-o în patul lui. După ce Bedford este găsit mort, pilotul supraviețuitor, Lt. Lincoln A. Scott (Howard) este acuzat că l-a ucis pe Bedford din răzbunare. Student la Drept înainte de război, Hart este numit de McNamara să-l apere pe pilotul acuzat în curtea sa marțială, proces cu care este de acord și comandantul de lagăr, colonelul Werner Visser (Iureș), pentru a se amuza pe seama americanilor. Pe măsură ce procesul continuă, Hart se străduiește să dovedească nevinovăția lui Scott în timp ce respinge motivul, mijloacele și oportunitatea acestuia. Scott profită de ocazie pentru a critica rasismul cu care el și Archer s-au confruntat în armată și îl învinovățește pe McNamara pentru că a forțat doi piloți de culoare și ofițeri să stea în cazarma soldaților.
În timp ce apărarea lui Hart amenință să atragă atenția germanilor asupra subterfugiilor prizonierilor, McNamara îi dezvăluie lui Hart în privat că „apărarea”, ca și procesul în sine, este o farsă, o distragere elaborată pentru a ascunde un atac planificat asupra unei fabrici de muniție din apropiere (despre care U.S. Air Force crede din greșeală că este o fabrică de pantofi) de către McNamara și oamenii săi, în ajutorarea efortului de război. Se dezvăluie că Bedford a pus arma în patul lui Archer, știind că paznicii îl vor ucide pe Archer pentru asta. În schimb, Bedford i-a informat pe gardieni unde se află un radio secret. De asemenea, se dezvăluie că Bedford plănuia să scape cu bani și haine, probabil în schimbul faptului că le-a spus naziștilor despre planul lui McNamara. După ce și-a dat seama de complotul lui Bedford, McNamara l-a ucis pe Bedford pentru a-l împiedica. Hart este șocat că McNamara, ca ofițer superior, l-ar sacrifica pe Scott pentru a proteja atacul planificat asupra fabricii de muniție. McNamara îi reamintește lui Hart că în război, uneori, un om trebuie sacrificat pentru a salva viețile multora. Hart recunoaște acest lucru, dar a replicat că este de datoria lui McNamara să se sacrifice, nu Scott. Dezgustat, McNamara spune că Hart nu știe nimic despre datorie, referitor la modul în care Hart a cedat în fața unui interogator de „Nivelul 1” după trei zile, în timp ce McNamara a fost torturat timp de o lună. Cu toate acestea, McNamara este zguduit de cuvintele lui Hart. Cu o noapte înainte de încheierea curții marțiale, el îl vizitează pe Scott în celula sa și îi dă în dar Biblia personală.
În ultima zi a curții marțiale, McNamara și oamenii săi se prefac că au toxinfecție alimentară pentru a nu participa la proces. În timp ce se îndreaptă spre fabrica de muniție printr-un tunel ascuns, McNamara îl aude pe Hart mărturisind fals uciderea lui Bedford pentru a-i salva viața Lt. Scott. Oberst Visser dizolvă imediat curtea marțială și ordonă întregii tabere să se adune afară pentru a asista la execuția lui Hart. După ce află că soldații „bolnavi” sunt dispăruți, Visser examinează cazarma și descoperă tunelul ascuns. Înfuriat, el ordonă ca toți prizonierii implicați în curtea marțială să fie executați imediat, începând cu Hart. Atunci McNamara se întoarce în lagăr, în timp ce se aud explozii care distrug fabrica și își asumă responsabilitatea. Visser îl execută personal pe loc, dar îi cruță pe prizonierii rămași. Trei luni mai târziu, armata germană se predă Aliaților. Lagărul de prizonieri este eliberat și toți prizonierii supraviețuitori, inclusiv Hart, sunt trimiși acasă. Comentariile finale ale lui Hart sunt că a învățat despre onoare, datorie și sacrificiu.

## Distribuție
- Bruce Willis - Colonelul William A. McNamara
- Colin Farrell - Lt. Thomas W. Hart
- Terrence Howard - Lt. Lincoln A. Scott
- Cole Hauser - Sergentul Vic W. Bedford
- Marcel Iureș - Obst. Werner Visser
- Linus Roache - Cpt. Peter A. Ross
- Vicellous Reon Shannon - Lt. Lamar T. Archer
- Maury Sterling - soldatul Dennis A. Gerber
- Sam Jaeger - Cpt. R. G. Sisk
- Scott Michael Campbell - Caporalul Joe S. Cromin
- Rory Cochrane - Sergentul Carl S. Webb
- Sebastian Tillinger - soldatul Bert D. "Moose" Codman
- Rick Ravanello - Maiorul Joe Clary
- Adrian Grenier - soldatul Daniel E. Abrams
- Sam Worthington - Cpl. B.J. 'Depot' Guidry

## Producție
MGM a achiziționat drepturile de ecranizare ale romanului cu un an înainte de a fi publicat. Producătorul David Foster a cumpărat drepturile după ce a vizionat manuscrisul, văzând că are 7 capitole și o notă în care se detalia încotro se duce. Titlul filmului a fost inițial Războiul lui Grant, pe care l-au considerat prea asemănător cu Războiul Civil American pentru un film care are loc în timpul celui de-Al Doilea Război Mondial. Jeb Stuart a fost angajat să adapteze romanul. Alfonso Cuarón a fost numit inițial ca regizor, iar Terry George a rescris scenariul. Studioul plănuia să înceapă filmările în aprilie 2000, dar Cuarón a părăsit filmul pentru a lucra la Y tu mamá también. Edward Norton a fost distribuit inițial ca Tommy Hart.

## Legături externe
- Războiul lui Tom Hart la cinemagia.ro